# Šempeter-Vrtojba község
Šempeter–Vrtojba (szlovén nyelven: Občina Šempeter - Vrtojba, olasz nyelven: Comune di San Pietro-Vertoiba) város és község Szlovéniában, Goriška régióban, az olasz határon. A község magába foglalja Šempeter pri Gorici városát és Vrtojba települést.
Mindkét település Gorizia városhoz tartozott egészen 1947-ig, amikor is Jugoszlávia részévé váltak, miközben Gorizia városa továbbra is Olaszországhoz tartozott. Ezután elkülönült települési fejlődéspályán mentek keresztül. Napjainkban Šempeter–Vrtojba község összefüggő város összefonódást alkot a szomszédos Nova Goricával és Goriziával.
2011 májusában ez a három község létrehozott egy közös, határon átívelő városi zónát, melyet közös közigazgatási testület irányít.

## Fordítás
- Ez a szócikk részben vagy egészben  a   Municipality of Šempeter–Vrtojba című angol Wikipédia-szócikk ezen változatának fordításán alapul.  Az eredeti cikk szerkesztőit annak laptörténete sorolja fel. Ez a jelzés csupán a megfogalmazás eredetét és a szerzői jogokat jelzi, nem szolgál a cikkben szereplő információk forrásmegjelöléseként.